# Messages - OMD Greatest Hits
Messages: OMD Greatest Hits és una recopilació dels grans èxits del grup britànic de synthpop Orchestral Manoeuvres in the Dark; va aparèixer el mes de setembre de 2008.
Conté dos discos, un CD amb els grans èxits del grup i un DVD amb els seus vídeoclips. És la primera vegada que alguns d'aquests vídeos són editats en format digital, com és el cas de "Red Frame/White Light" i Hold you". Com que no es rodà un vídeo específic per a la cançó "Joan of Arc", s'ha escollit una interpretació que els OMD van fer d'aquest tema al famós programa Top of the Pops.

## Temes

### CD
1. Messages – 4:44
2. Electricity – 3:31
3. Enola Gay – 3:32
4. Souvenir – 3:37
5. Joan of Arc – 3:48
6. Maid of Orleans – 4:12
7. Genetic Engineering – 3:37
8. Telegraph – 2:56
9. Locomotion – 3:57
10. Talking Loud and Clear – 3:56
11. Tesla Girls – 3:35
12. So in Love – 3:30
13. Secret – 3:57
14. If you leave – 4:30
15. (Forever) Live and Die – 3:36
16. Dreaming – 3:58
17. Sailing on the Seven Seas – 3:45
18. Pandora's Box – 4:06
19. Dream of Me – 3:53
20. Walking on the Milky Way – 4:02

### DVD
1. Electricity
2. Red Frame/White Light
3. Messages
4. Enola Gay
5. Souvenir
6. Joan Of Arc (Versió del Top of the Pops)
7. Maid Of Orleans
8. Genetic Engineering
9. Telegraph
10. Locomotion
11. Talking Loud and Clear
12. Tesla Girls
13. Never turn away
14. So in Love
15. Secret
16. La Femme Accident
17. Hold you
18. If you leave
19. (Forever) Live and Die
20. We love you
21. Shame
22. Dreaming
23. Sailing on the Seven Seas
24. Pandora's Box
25. Then you turn away
26. Call my name
27. Stand above me
28. Dream Of Me (Based on 'Love's Theme')
29. Everyday
30. Walking on the Milky Way
31. Universal